# Piz Uccello
Piz Uccello är en bergstopp i Schweiz.   Den ligger i regionen Moesa och kantonen Graubünden, i den sydöstra delen av landet, 140 km öster om huvudstaden Bern. Toppen på Piz Uccello är 2 724 meter över havet, eller 56 meter över den omgivande terrängen. Bredden vid basen är 0,06 km.
Terrängen runt Piz Uccello är bergig åt nordväst, men åt sydost är den kuperad. Runt Piz Uccello är det mycket glesbefolkat, med 7 invånare per kvadratkilometer.. Närmaste större samhälle är Malvaglia, 19,4 km sydväst om Piz Uccello. 
Trakten runt Piz Uccello består i huvudsak av gräsmarker.